# Murray Perahia
Murray Perahia (Nova York, 19 d'abril de 1947) és un pianista i director d'orquestra estatunidenc.

## Biografia
Murray Perahia va néixer en una família d'origen sefardita. Va començar a tocar el piano a l'edat de quatre anys, però no s'hi va dedicar seriosament fins als quince. Als disset va ingressar al Mannes College of Music on estudià teclat, direcció i composició amb el professor i mentor Mieczysaw Horszowski. Durant aquell estiu, va acudir al Marlboro Music School and Festival on va estudiar amb Rudolf Serkin i Pau Casals, entre d'altres.
El 1972, va ser el primer nord-americà a aconseguir el primer premi del Leeds International Pianoforte Competition, fet que el va ajudar a afermar la seva reputació de jove talent del piano. Fanny Waterman recorda anecdòticament al llibre de Wendy Thomson "Piano Competition: The Story of the Leeds" que Horszowski li va telefonar prèviament a la competició anunciant-li que anava a inscriure al guanyador.
El 1973 va treballar amb Benjamin Britten i Peter Pears al Festival d'Aldeburgh. Va ser codirector artístic de l'esmentat Festival de 1983 a 1989.
Perahia va tenir una estreta amistat amb Vladimir Horowitz, que va tenir una gran influència sobre la seva afició al piano.
El seu primer gran projecte va ser l'enregistrament complet dels Concerts per a piano de Wolfgang Amadeus Mozart, dirigits des del piano amb l'English Chamber Orchestra. En la dècada del 1980 també va gravar el repertori complet de concerts per a piano de Ludwig van Beethoven amb Bernard Haitink i la Royal Concertgebouw Orchestra.
L'any 1990 va sofrir un tall al dit polze dret que se li va infectar. Va prendre antibiòtics per combatre la infecció però el van afectar la salut. El 1992 la seva carrera es va veure amenaçada per una anomalia dels ossos de la mà que li van causar una inflamació, per la qual cosa va haver de deixar de tocar el piano per uns anys i sotmetre's a diverses operacions. Durant aquells anys, va afirmar que havia trobat el consol en l'estudi de la música de Johann Sebastian Bach. Després de recuperar-se completament, va produir a finals de la dècada dels 90 una sèrie d'enregistraments sobre les obres per a piano de Bach que van ser premiades, la més notable va ser una interpretació de les Variacions Goldberg. Tot això va causar que posteriorment fos recordat com un especialista en la música de Bach.
Des de llavors ha realitzat enregistraments dels Estudis de Chopin i les últimes sonates per a piano de Franz Schubert.
A més de la seva carrera com a solista és un actiu músic de cambra i ha actuat amb Guarneri Quartet i Budapest Quartet. També és el director convidat principal de l'orquestra de l'Academy of St. Martin in the Fields, amb la qual ha gravat algunes interpretacions.
El 8 de març de 2004 va ser nomenat Cavaller Comandant honorífic de l'Ordre de l'Imperi Britànic per la reina Isabel II.
A començaments de l'any 2005, Murray Perahia va tornar a tenir problemes amb la seva mà, i es va veure obligat a cancel·lar una sèrie de concerts per recomanació dels metges. Va tornar als escenaris plenament recuperat el 2006 i va realitzar diversos concerts en diferents ciutats d'Alemanya i el 2007 a la Barbacana de Londres. El març de 2008 va tornar a cancel·lar algunes de les actuacions per recomanació mèdica, ja que la seva mà va tornar a ressentir-se.